# Nyerges madár

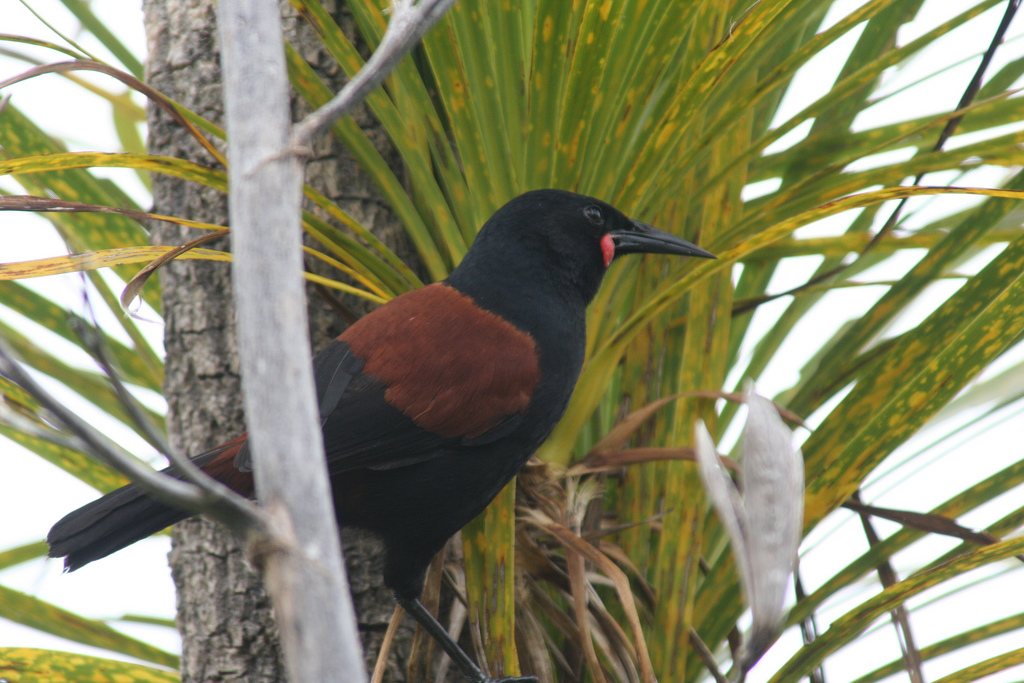

A nyerges madár (Philesturnus carunculatus) vagy régebbi nevén (Creadion carunculatus) a madarak (Aves) osztályába a verébalakúak (Passeriformes) rendjébe és a kokakófélék (Callaeatidae) családjába tartozó Philesturnus nem egyetlen  faja.

## Előfordulása
Új-Zéland területén honos. Két földrajzilag elkülönült alfaja található meg a szigetország kettő nagy szigetén.

## Alfajai
- Philesturnus carunculatus carunculatus – déli-szigeti nyergesmadár
- Philesturnus carunculatus  rufusater  – északi-szigeti nyergesmadár

## Megjelenése
Testhossza 25 centiméter, testsúlya 75 gramm. A madár tollai a testen és a fejen feketék, kivéve egy nyeregforma foltok a háton és  a szárnyakon, ahol gesztenyebarna tollak láthatóak. Erről kapta a faj magyar nevét is.
Rövid és erős csőre alatt jellegzetes narancssárga bőrfügelék található.

## Életmódja
A nyergesmadár rosszul repülő faj. A fákon többnyire ágról ágra ugrál, csak a nagyobb távolságok áthidalása miatt repül olykor.
Erősen territoriális faj. Mindkét ivar képviselői a saját területük határait énekükkel jelölik meg.
Tápláléka elsősorban rovarokból áll, melyeket erős csőrével a fák kérge alól szed ki, de a talajon is kutat eleség után. Kiegészítéskép gyümölcsöket és nektárt is fogyaszt.

## Szaporodása
Fákra települt epifita páfrányok közé vagy faodvakba építi fészkét. Sokszor elég közel fészkel a talajszinthez. A fiatal madarak még röpképességük elérése előtt elhagyják a fészket és talajon, a bokrok között bujkálva kérik az élelmet szüleiktől.

## Természetvédelmi helyzete
Talaj közeli fészkelése és a gyengén repülő fiatal egyedei miatt a faj nagyon ki van szolgáltatva az Új-Zélandra behurcolt emlős ragadozóknak. Főleg a hermelinek és a sokszor ragadozóként viselkedő patkányok különösen veszélyesek rá.
Ezen tényezők miatt a faj mára Új-Zéland két nagy főszigetéről kihalt. A 20. század végére az északi alfaj csak az Északi-sziget közelében levő Hen szigeten élt, míg a déli alfajnak is csak apró, széttöredezett populációi maradtak fenn a Stewart-sziget közelében található Big South Cape-szigeten.
A patkányok 1963-ban elérték a Big South Cape-szigetet is, feltehetőleg a szürke vészmadár (Puffinus griseus) itt honos kolóniáját fosztogató emberek csónakjaiban lapulva.
Az alfaj létét csak az új-zélandi vadvédelmi hatóság gyors mentési akciójának köszönheti, így nem jutott a többi a szigeten endemikus faj – így a hosszúlábú álfakusz (Xenicus longipes) vagy a nagy új-zélandi denevér (Mystacina robusta) – sorsára, melyek végleg kihaltak a patkányok pusztítása miatt.
Az akkori teljes állományt, 36 madarat fogtak be a szigeten és ezeket más, ragadozó és patkánymentes szigetekre telepítették át.
Mára ennek az alfajnak az állománya 700 egyed körüli nagyságú lehet, melyek 11 apró szigeten élnek.
Az északi alfajt sok apró szigeten honosították meg, az Északi-sziget körül és 2002-ben sikerült magán a főszigeten, Wellington közelében, a Karori Nemzeti Parkban újra egy költőkolóniát létesíteni.
A faj megmentése a kipusztulástól az új-zélandi természetvédelmi hatóságok egyik legnagyobb sikerének tekinthető.

## Fordítás
- Ez a szócikk részben vagy egészben  a   Sattelvogel című német Wikipédia-szócikk ezen változatának fordításán alapul.  Az eredeti cikk szerkesztőit annak laptörténete sorolja fel. Ez a jelzés csupán a megfogalmazás eredetét és a szerzői jogokat jelzi, nem szolgál a cikkben szereplő információk forrásmegjelöléseként.